# Tríkastro
Tríkastro, en grec moderne : Τρίκαστρο, est un village du dème de Préveza, district régional de Préveza, en Épire, Grèce.
Selon le recensement de 2011, le village est inhabité.